# Cozido à portuguesa
El cozido à portuguesa (en castellano, cocido a la portuguesa) es un cocido tradicional de la cocina portuguesa, compuesto de diferentes verduras cocidas junto con algunas carnes: principalmente de ternera y cerdo. Es un plato invernal de gran contundencia y aporte energético que se sirve caliente.

## Características

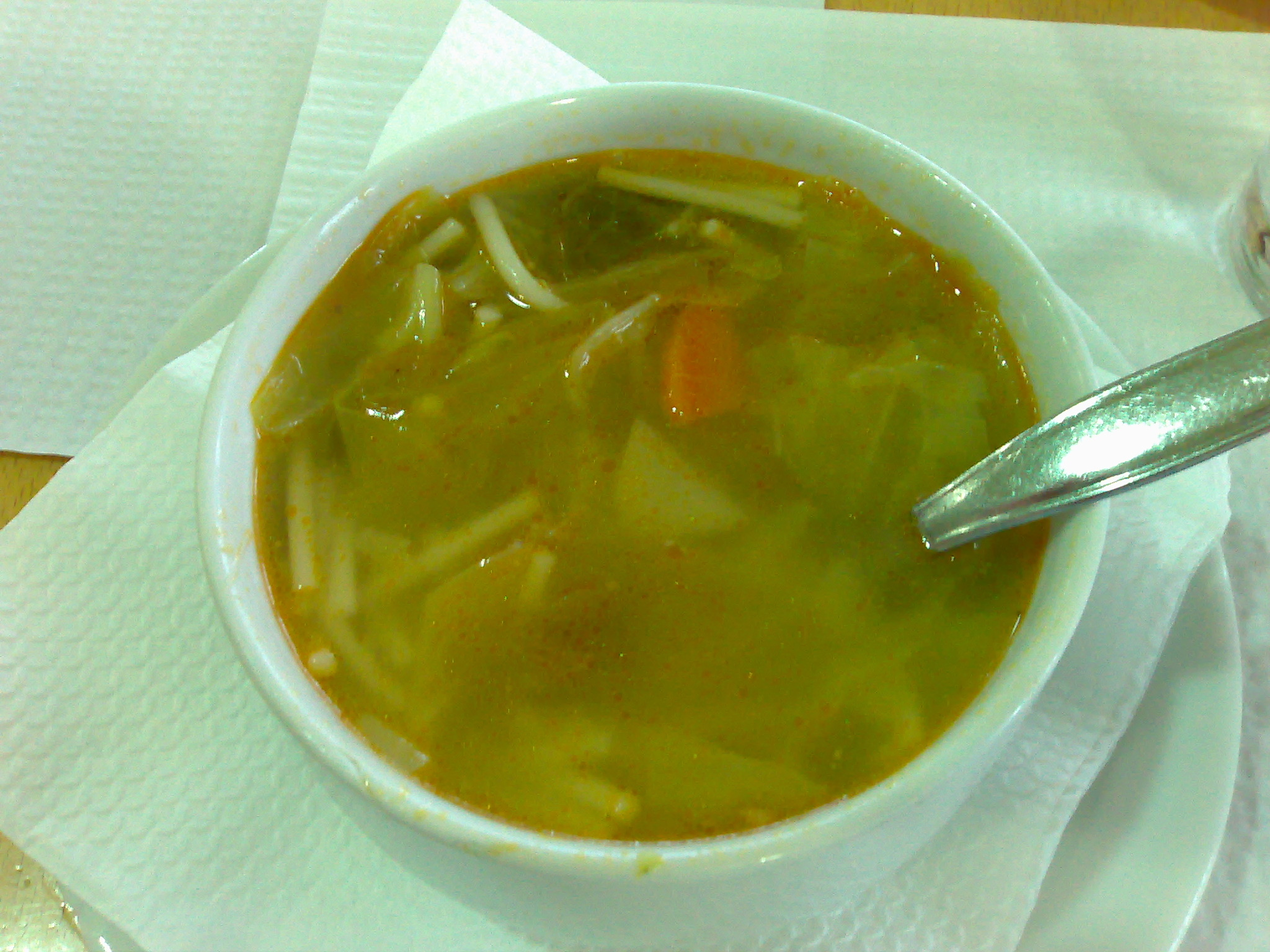
Sopa de cozido

Se realiza como cualquier cocido de los existentes en la cocina y entre los vegetales empleados se tiene: fríjol (feijões), patata (batatas), zanahorias (cenouras), nabos, col (couves) y arroz. Entre los productos cárnicos se incluye gallina (frango), costillar de cerdo ahumado (entrecosto de porco), oreja de cerdo, etc. Entre los embutidos está la tradicional farinheira, el chouriço, la morcilla, el chouriço de sangue, etc todos ellos poseen un profundo sabor ahumado, sabor y aroma que le caracteriza frente a otros cocidos de la península ibérica.